# Reena Kumari
Reena Kumari, indijska lokostrelka, * 15. januar 1984.
Sodelovala je na lokostrelskem delu poletnih olimpijskih igrah leta 2004, kjer je osvojila 15. mesto v individualni in 8. mesto v ekipni konkurenci.